# China Rainbow International Corporation
La Compagnie Rainbow International de Chine (CRIC) (en anglais : China Rainbow International Corporation) est basée à Pékin, en Chine.

## Mission
La CRIC appartient au groupe de la Compagnie nucléaire nationale chinoise (CNNC). C'est une filiale indépendante qui est spécialisée dans les matériaux nucléaires.